# Hans Studer (Ingenieur, 1875)

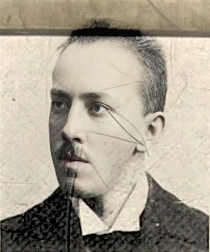
Hans Studer

Hans Studer (* 3. Juli 1875 in Aarau; † 16. August 1957) war ein Schweizer Ingenieur.

## Leben
Hans Studer war der jüngste Sohn eines Arztes in Aarau.
Er besuchte die Primär- und Sekundärschule in Aarau und kam 1891 an die Kantonsschule (heute: Alte Kantonsschule Aarau); dort trat er auch dem Kantonsschüler-Turnverein bei, der von dem Architekten Ferdinand Karl Rothpletz geleitet wurde. Nachdem er die Maturität bestanden hatte, begann er ein Studium an der Eidgenössischen Polytechnischen Schule (heute ETH Zürich) in Zürich.
Nach Beendigung seiner Studien mit dem Ingenieurdiplom war er fünf Jahre lang bei der Projektierung und Bauleitung der Bahnstrecke Alvaschein – Alvaneu mit der Solisbrücke, die erste Steinbogenbrücke der Schweiz nach der von Wilhelm Ritter entworfenen Elastizitätstheorie, bei der Rhätischen Bahn tätig.
1903 übernahm er dann die örtliche Bauleitung des Kraftwerkes Obermatt im Engelbergertal.
1905 kehrte er zur Rhätischen Bahn zurück, wo ihm beim Bau der Bahnstrecke Davos–Filisur die Projektierung und Bauleitung für die Strecke Schmelzboden bis zum Wiesener Viadukt anvertraut wurden.
1909 wurde er Sektionsingenieur für den Bau der Strecke Bever–Zernez auf der Bahnstrecke Bever–Scuol-Tarasp, was ihn bis 1915 beschäftigte; dazu kam eine begutachtende Tätigkeit für Projekt und Bau der Bahnstrecke Chur–Arosa und der Solothurn–Zollikofen–Bern-Bahn.

## Bauten (Auswahl)

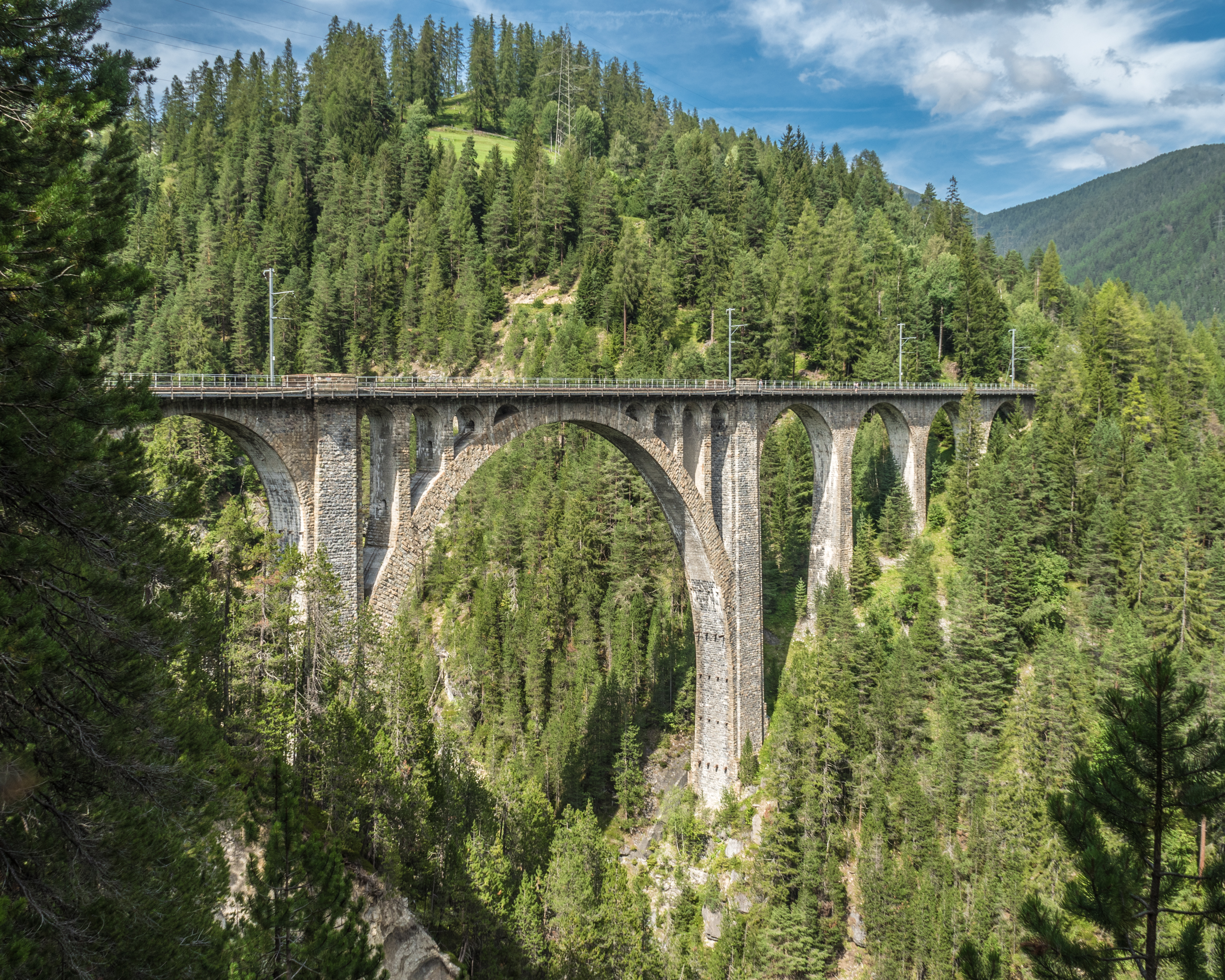
Wiesener Viadukt
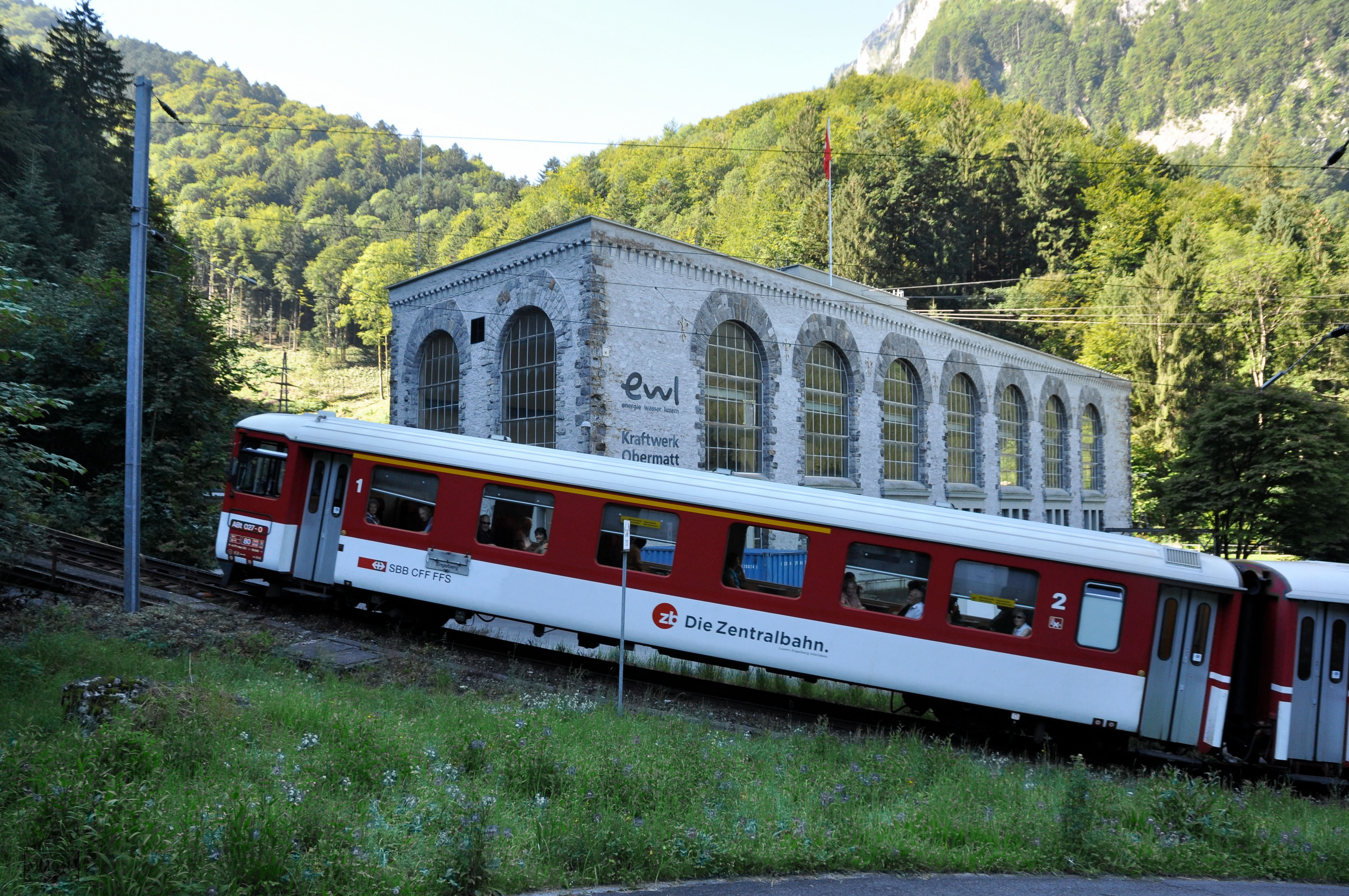
Kraftwerk Obermatt
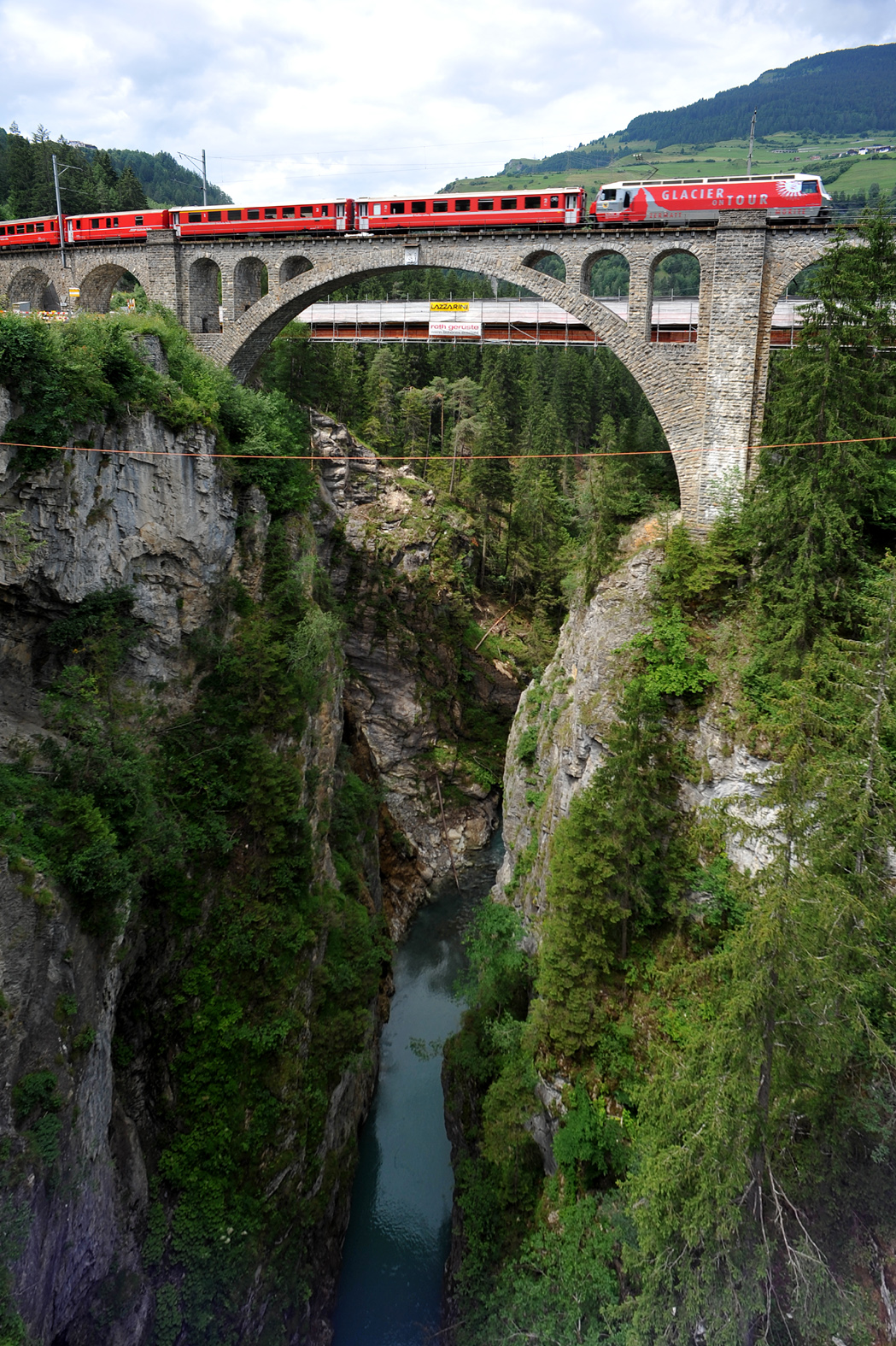
Soliser Viadukt

## Schriften (Auswahl)
- Die Bahnlinie Davos-Filisur. In: Schweizerische Bauzeitung, Band 53/54, Heft 1 v. 3. Juli 1909. S. 3 f.
- Das Kraftwerk Amsteg der Schweizerischen Bundesbahnen.
  - Die Wasserfassung, doi:10.5169/seals-40216#3149. Schweizerische Bauzeitung, Band 86, Nr. 19, 1925.
  - Die Staumauer, doi:10.5169/seals-40221#3211. Schweizerische Bauzeitung, Band 86, Nr. 20, 1925.
  - Die Staumauer ff. Schweizerische Bauzeitung,  Band 86, Nr. 21, 1925.
- 25 Jahre Chur-Arosa-Bahn, 1914 bis 1939. Schweizerische Bauzeitung, Band 115, Nr. 10, 1940.
- 50 Jahre Albula-Bahn und Reichenau - Ilanz. Schweizerische Bauzeitung, Band 71, Nr. 26.